# Грабването
Грабването е термин в Християнската есхатология се отнася до въздигането, така както е дискутирано в 1 Солунци 4:16-17:
16 Понеже сам Господ ще слезе от небето с повелителен вик, при глас на архангел и при Божия тръба; и мъртвите в Христос ще възкръснат по-напред;
17 после ние, които сме останали живи, ще бъдем грабнати заедно с тях в облаците да посрещнем Господа във въздуха; и така ще бъдем винаги с Господа.
Тогава починалите, които са отдали живота си за Християнството и Христос и тези, които са живи и останали ще бъдат грабнати в облаците, където ще срещнат Господ във въздуха.
Разпространените възгледи са основно два, като първият за предшестващото Голямата скръб грабване е по-популярен , особено в САЩ. Друго разбиране е, че всъщност грабването е пълен синоним на възкресение на мъртвите (последната тръба) и се приема, че няма да има Голяма скръб след това, а по-скоро, че евентуално тя е преди това.
Две събития
Според някои премилениалисти и евангелисти, връщането на Исус Христос и грабването са две отделни събития, или едно, но случващо се в два стадия. Така 1 Солунци 4:16-17 е разглеждано като описание на предварително събитие, случващо се преди връщането описано в Матей 24:29–31:
Матей 24:29-31
29 А веднага след скръбта на онези дни слънцето ще потъмнее, луната няма да даде светлината си, звездите ще падат от небето и небесните сили ще се разклатят.
30 Тогава ще се яви на небето знамението на Човешкия Син; и тогава ще заплачат всички земни племена, като видят Човешкия Син, идващ на небесните облаци със сила и голяма слава.
31 Ще изпрати Своите ангели с гръмогласна тръба; и те ще съберат избраните Му от четирите ветрища, от единия край на небето до другия.